# Tańce węgierskie
Tańce węgierskie (niem. Ungarische Tänze) – 21 utworów Johannesa Brahmsa opartych na węgierskich motywach ludowych. Jedynie tańce numer 11, 14 i 16 są całkowicie własnymi kompozycjami. Ich czas trwania waha się między jedną a czterema minutami, różnią się tonacją i tempem. Są to jedne z najbardziej znanych utworów Brahmsa. Każdy taniec został napisany pierwotnie na duet fortepianowy, następnie Brahms zaaranżował tańce 1 do 10 na fortepian solo. Napisał też aranżację na orkiestrę dla tańców numer 1, 3 i 10. Inni kompozytorzy, np. Antonín Dvořák, zaaranżowali pozostałe tańce na orkiestrę. Najbardziej znanym tańcem Brahmsa jest Taniec węgierski Nr 5 fis-moll (g-moll w wersji na orkiestrę).

## Lista Tańców węgierskich
- Nr 1 g-moll: Allegro molto
- Nr 2 d-moll: Allegro non assai
- Nr 3 F-dur: Allegretto
- Nr 4 f-moll (fis-moll na orkiestrę): Poco sostenuto
- Nr 5 fis-moll (g-moll na orkiestrę): Allegro
- Nr 6 Des-dur (D-dur na orkiestrę): Vivace
- Nr 7 F-dur (A-dur na orkiestrę): Allegretto
- Nr 8 a-moll: Presto
- Nr 9 e-moll: Allegro non troppo
- Nr 10 E-dur (F-dur na orkiestrę): Presto
- Nr 11 d-moll: Poco andante
- Nr 12 d-moll: Presto
- Nr 13 D-dur: Andantino grazioso
- Nr 14 d-moll: Un poco andante
- Nr 15 B-dur: Allegretto grazioso
- Nr 16 f-moll: Con moto
- Nr 17 fis-moll: Andantino
- Nr 18 D-dur: Molto vivace
- Nr 19 b-moll: Allegretto
- Nr 20 e-moll: Poco allegretto
- Nr 21 e-moll: Vivace

Wiele podobieństw do tańców węgierskich wykazują skomponowane nieco później tańce słowiańskie Antonína Dvořáka.

## Posłuchaj
- W przypadku problemów z odtwarzaniem zobacz instrukcję obsługi